# 虫状狼牙绵鳚
虫状狼牙绵鳚（學名：Lycodonus vermiformis），為輻鰭魚綱鱸形目绵鳚亞目绵鳚科的其中一種，分布於東南大西洋區的南非海域，屬底棲性魚類，棲息深度在水深841至1152公尺，體長可達26.8公分。

## 扩展阅读
維基物種上的相關：虫状狼牙绵鳚